# Rysslands flagga
Rysslands flagga (ryska: Флаг России/Flag Rossiii) är en vit-blå-röd trikolor. Flaggan antogs av Ryssland den 22 augusti 1991 efter det misslyckade kuppförsöket mot president Gorbatjov, och blev rysk nationsflagga efter Sovjetunionens upplösning i december samma år. Den hade tidigare varit Rysslands flagga fram till det kommunistiska maktövertagandet 1917. År 1993 ändrades proportionerna från 1:2 till 2:3.

## Historia

### Tsartiden
Flaggan infördes under tsar Peter den stores regering på 1690-talet, eventuellt efter en resa inkognito till Nederländerna 1697. Liknande flaggor hade emellertid använts tidigare, men det var först i slutet av 1690-talet som den ryska trikoloren började användas regelbundet som tecken för den ryska krigsmakten och flottan, från 1705 även för handelsflottan. Klart är däremot att den nederländska flaggan fungerade som förebild för den ryska, liksom för ett stort antal andra europeiska nationsflaggor. Färgerna anknyter även till storfurstendömet Moskvas vapen där sankt Göran klädd i en blå rock rider på en vit häst mot röd bakgrund.
Under perioden 1858–1883 användes, med inspiration från österrikiskt flaggbruk, en flagga med färger från det dåvarande kejserliga vapnet, som hade en svart örn i fält av guld. I vår tid har denna flagga kommit att användas av ryska nationalister.
Den vit-blå-röda flaggan återinfördes sedan. Flaggan godkändes för användning till lands den 7 maj 1883 och stadfästes som officiell nationsflagga under tsar Nikolaj II 1896. Under första världskriget (1914–1917) lade man till ett gult fält med en svart dubbelörn i den version av flaggan som skulle användas av privatpersoner.

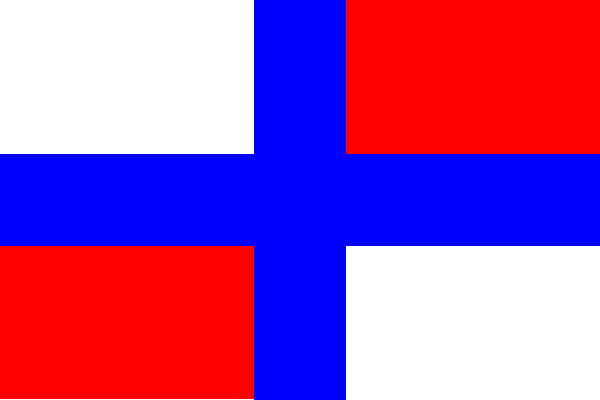
Rysslands flagga 1668.
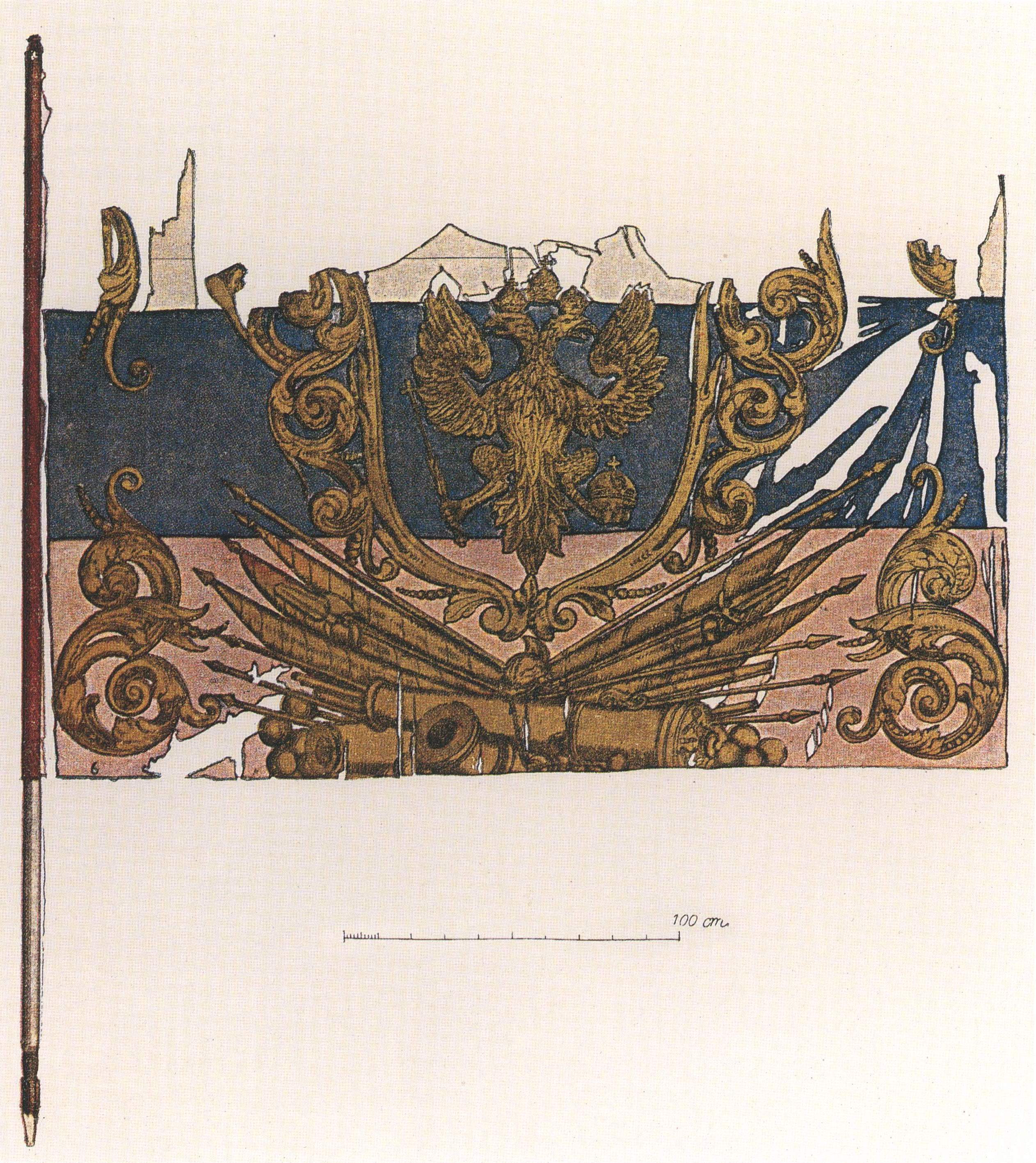
Rysk flagga, erövrad i slaget vid Narva 1700, förvarad i Riddarholmskyrkan.
Rysslands flagga 1858–1883.
Flagga för privat bruk 1914–1917.

### Sovjettiden
När bolsjevikerna tog makten 1917 blev Ryssland en sovjetrepublik och Ryssland fick en röd flagga, från början med de kyrilliska bokstäverna РСФСР (RSFSR) i övre hörnet närmast flaggstången. RSFSR stod för Rossijskaja Sovetskaja Federativnaja Sotsialistitjeskaja Respublika, det vill säga Ryska Socialistiska Federativa Sovjetrepubliken, som var Rysslands dåvarande officiella namn. Den gamla ryska flaggan förbjöds. Ryssland blev 1922 en av delstaterna i Sovjetunionen, som då skapades. Bokstäverna i den röda flaggan ersattes senare med hammaren och skäran och man lade till ett smalt blått fält närmast flaggstången för att skilja flaggan från unionens flagga.

Ryska SFSRs flagga (1954–1991).

### Nutid
När Sovjetunionen upplöstes 1991 återinförde man den gamla flaggan, som hissades över Kreml den 25 december 1991, dagen före Sovjetunionens formella avskaffande.

Rysslands flagga 1991–1993.
Ryska presidentens flagga/standar.
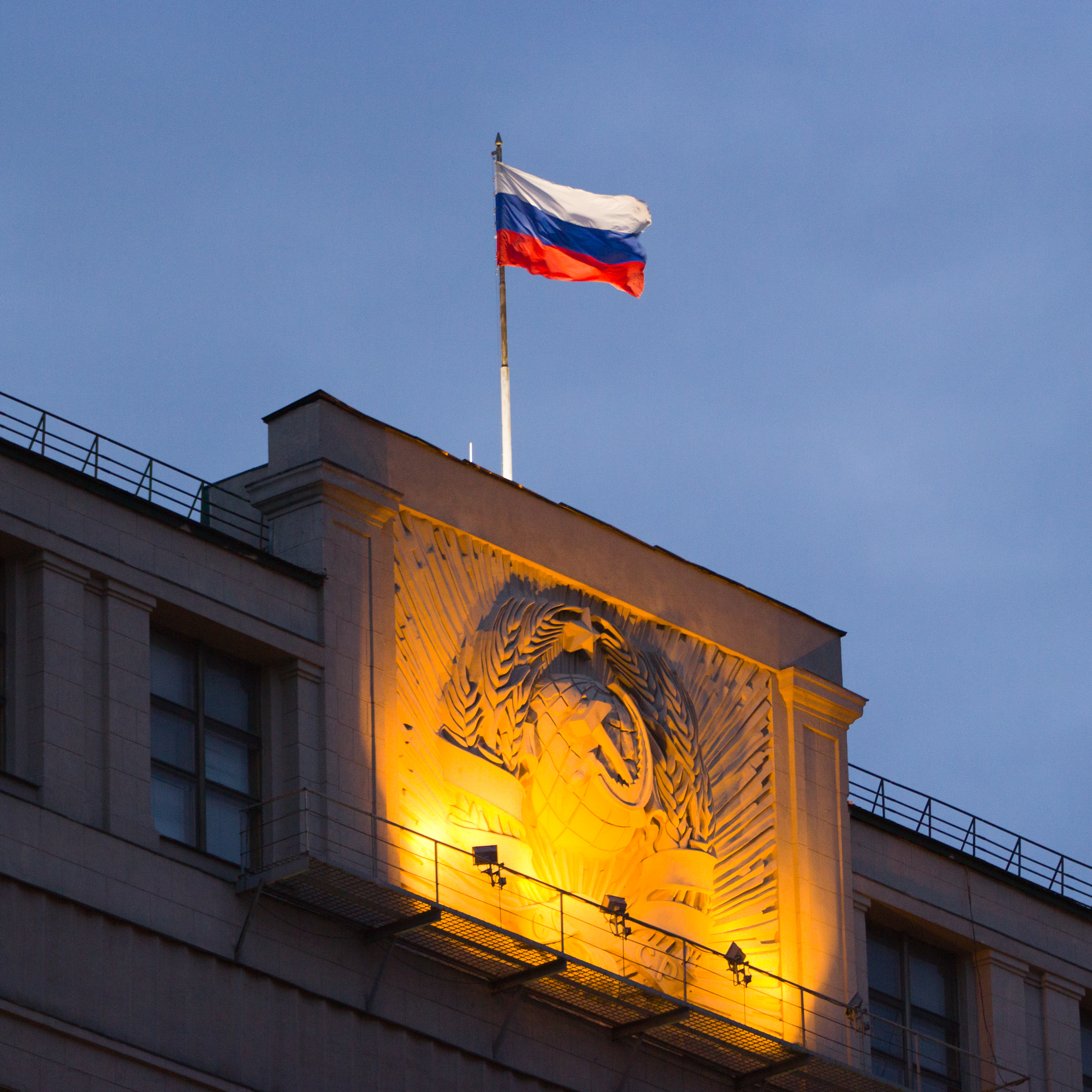
Rysslands flagga över Duman.

## Flaggans färger
Flaggans färger har ingen officiell symbolik, och alla tolkningar har tillkommit långt efter att flaggan skapades. Enligt en tolkning representerar färgerna det tsaristiska Rysslands uppbyggnad, där vitt står för Gud, blått för tsaren och rött för bönderna. En annan vanlig tolkning är att färgerna står för det ryska imperiets tre största delar: vitt för Vitryssland, blått för Ukraina eller "Lilla Ryssland", och rött för "Stora Ryssland".
Den ryska flaggans färger, de så kallade "panslaviska" färgerna, har haft en mycket stor inverkan på andra slaviska nationers flaggor. Många av de östeuropeiska frihetsrörelser som på 1800-talet kämpade för frihet från Österrike-Ungern eller det sönderfallande osmanska riket sökte och fick hjälp från Ryssland. Flaggans färger återfinns bland annat i Serbiens, Tjeckiens, Kroatiens och (med viss variation) Bulgariens flaggor.

### Färgspecifikationer
| Schema  | Vit                   | Blå                | Röd                 |
| ------- | --------------------- | ------------------ | ------------------- |
| Pantone | White                 | 286C               | 485C                |
| RGB     | 255-255-255 (#ffffff) | 0-57-166 (#0039a6) | 213-43-30 (#d52b1e) |
| HTML    | #FFFFFF               | #0039A6            | #D52B1E             |

## Rätten att använda flaggan
På grund av hur den ryska flagglagen har varit utformad, har det rått viss tveksamhet till om flaggan verkligen har fått användas av privatpersoner i sammanhang som inte har med staten att göra, till exempel när idrottspublik använder den vid landskamper. Lagen har nyligen förtydligats för att tillåta detta.

## Ryska maritima flaggor

Örlogsflaggan.
Flagga för flottans hjälpfartyg.
Gränsbevakningens och kustbevakningens flagga.
Örlogsgös och kustbevakningens gös tillika fästningsflagga.
Inrikestruppernas sjöstridskrafter.
Tullväsendets flagga.[5]